# Haas VF-19
De Haas VF-19 is een Formule 1-auto die gebruikt wordt door het Haas F1 Team in het seizoen 2019.

## Onthulling
Op 7 februari 2019 onthulde Haas de livery van de nieuwe auto in Londen, gepresenteerd op de vorige auto van het team. Dit kon elders gevolgd worden door middel van een livestream. Via foto's op het internet werden wel beelden van de nieuwe auto vrijgegeven. De auto wordt bestuurd door de Fransman Romain Grosjean, die zijn vierde seizoen met het team ingaat, en de Deen Kevin Magnussen die zijn derde seizoen bij het team rijdt.

## Resultaten
| Resultaat                     |
| ----------------------------- |
| Winnaar                       |
| Tweede plaats                 |
| Derde plaats                  |
| Gefinisht (punten)            |
| Gefinisht (geen punten)       |
| Niet geklasseerd (NC)         |
| Uitgevallen (DNF)             |
| Niet gekwalificeerd (DNQ)     |
| Gediskwalificeerd (DSQ)       |
| Niet gestart (DNS)            |
| Gewond (INJ)                  |
| Uitgesloten (EX)              |
| Teruggetrokken (WD)           |
| Niet deelgenomen (blanco cel) |
| vetgedrukt (pole position)    |
| cursief (snelste ronde)       |

| Jaar | Chassis    | Motor       | Banden | Coureurs        | 1   | 2   | 3   | 4   | 5   | 6   | 7   | 8   | 9   | 10  | 11  | 12  | 13  | 14  | 15  | 16  | 17  | 18  | 19  | 20  | 21  | Punten | WK-plaats |
| ---- | ---------- | ----------- | ------ | --------------- | --- | --- | --- | --- | --- | --- | --- | --- | --- | --- | --- | --- | --- | --- | --- | --- | --- | --- | --- | --- | --- | ------ | --------- |
| 2019 | Haas VF-19 | Ferrari 062 | P      |                 | AUS | BHR | CHN | AZE | SPA | MON | CAN | FRA | OOS | GBR | DUI | HON | BEL | ITA | SIN | RUS | JPN | MEX | VST | BRA | ABU | 28     | 9         |
| 2019 | Haas VF-19 | Ferrari 062 | P      | Romain Grosjean | DNF | DNF | 11  | DNF | 10  | 10  | 14  | DNF | 16  | DNF | 7   | DNF | 13  | 16  | 11  | DNF | 13  | 17  | 15  | 13  | 15  | 28     | 9         |
| 2019 | Haas VF-19 | Ferrari 062 | P      | Kevin Magnussen | 6   | 13  | 13  | 13  | 7   | 14  | 17  | 17  | 19  | DNF | 8   | 13  | 12  | DNF | 17  | 9   | 15  | 15  | 18† | 11  | 14  | 28     | 9         |
| Jaar | Chassis    | Motor       | Banden | Coureurs        | 1   | 2   | 3   | 4   | 5   | 6   | 7   | 8   | 9   | 10  | 11  | 12  | 13  | 14  | 15  | 16  | 17  | 18  | 19  | 20  | 21  | Punten | WK-plaats |

* Seizoen loopt nog.
† Uitgevallen maar wel geklassificeerd omdat hij meer dan 90% van de raceafstand heeft voltooid.
Alfa Romeo C38 ·
Ferrari SF90 ·
Haas VF-19 ·
McLaren MCL34 ·
Mercedes AMG F1 W10 EQ Power+ ·
Racing Point RP19 ·
Red Bull RB15 ·
Renault R.S.19 ·
Toro Rosso STR14 ·
Williams FW42